# Nati nel 1496
| Questa pagina contiene informazioni ricavate automaticamente dalle voci biografiche con l'ausilio del template Bio e di un bot. L'aggiornamento è periodico e automatico e ricostruisce completamente la pagina. Se manca una persona in questa lista, sei pregato di non aggiungerla, ma accertati piuttosto che la sua voce biografica contenga il template Bio e che i dati anagrafici siano correttamente compilati. Se il template Bio manca, inseriscilo tu stesso o, in alternativa, metti l'avviso {{tmp\|Bio}} che ne segnala la mancanza. Se i dati riportati sono sbagliati, correggi direttamente la voce biografica; le modifiche saranno visibili in questa lista entro pochi giorni. Per chiarimenti vedi il progetto biografie. La lista contiene solo le 34 persone che sono citate nell'enciclopedia e per le quali è stato implementato correttamente il template Bio. Pagina aggiornata al 18 giu 2025. |

- 6 gennaio - Gaspare Ricciulli del Fosso, arcivescovo cattolico italiano († 1592)
- 12 marzo - Girolamo Muzio, letterato e umanista italiano († 1576)
- 18 marzo - Maria Tudor, principessa inglese († 1533)
- 25 aprile - Fabio Mignanelli, cardinale e vescovo cattolico italiano († 1557)
- 12 maggio - Gustavo I di Svezia, sovrano († 1560)
- 27 settembre - Hieronymus Łaski, nobile e ambasciatore polacco († 1542)
- 20 ottobre - Claudio I di Guisa, condottiero francese († 1550)
- 21 ottobre - Giovanni Ludovico di Saluzzo, marchese italiano († 1563)
- 23 novembre - Clément Marot, poeta francese († 1544)
- Alessandro I Gonzaga, nobile italiano († 1530)
- Anna de La Tour d'Auvergne, contessa († 1524)
- João de Barros, scrittore e storico portoghese († 1570)
- Lazare de Baïf, umanista e religioso francese († 1547)
- James Butler, IX conte di Ormond, nobile irlandese († 1546)
- Cuauhtémoc, sovrano azteco († 1525)
- Bonaventura Fauni-Pio, teologo e vescovo cattolico italiano († 1562)
- Friedrich Nausea, vescovo cattolico tedesco († 1552)
- Lebna Denghèl, re etiope († 1540)
- Luigi Lippomano, vescovo cattolico e diplomatico italiano († 1559)
- Giovanni Matteo Lucifero, vescovo cattolico italiano († 1551)
- Andrea Pasquali, medico italiano († 1572)
- Adam Reusner, scrittore, poeta e teologo tedesco († 1582)
- Giovanni Battista da Sangallo, architetto italiano († 1548)
- Gian Galeazzo Sanvitale, nobile e condottiero italiano († 1550)
- Menno Simons, religioso olandese († 1561)
- Henry Somerset, II conte di Worcester, nobile inglese († 1549)
- William Spencer, politico e nobile inglese († 1532)
- Stagio Stagi, scultore italiano († 1563)
- Elizabeth Trussell, nobildonna inglese († 1527)
- Niccolò II Vitelli, condottiero italiano († 1529)
- Johann Walter, compositore e cantore tedesco († 1570)
- Luigi Antonio Zompa, grammatico e latinista italiano († 1557)
- Philippe II de Croÿ, nobile belga († 1549)
- Louise de Montmorency, nobildonna francese († 1547)